# Wojciech Grzeszek

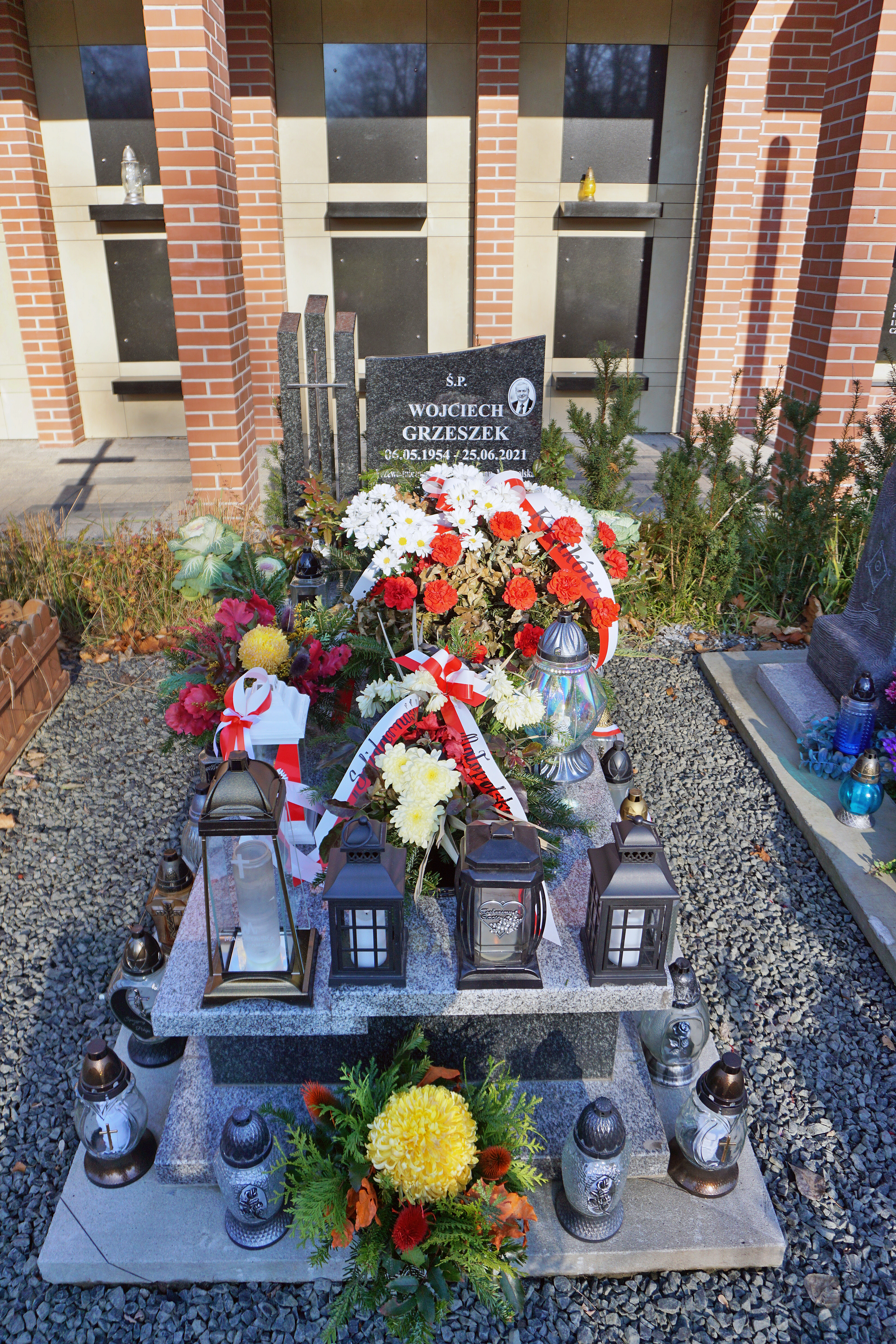
Grób Wojciecha Grzeszka

Wojciech Jan Grzeszek (ur. 6 maja 1954 w Krakowie, zm. 25 czerwca 2021 w Katowicach) – polski działacz związkowy i samorządowy, wiceprzewodniczący Sejmiku Województwa Małopolskiego.

## Życiorys
Syn Edwarda i Józefy. W 1974 ukończył II Liceum Ogólnokształcące dla Pracujących w Krakowie i podjął studia polonistyczne na Uniwersytecie Jagiellońskim. W 1976 przerwał studia ze względów rodzinnych i podjął pracę jako korektor i specjalista ds. organizacji zarządzania w Drukarni Narodowej w Krakowie. W 1980 zaangażował się w działalność Niezależnego Samorządnego Związku Zawodowego „Solidarność”, zaś po wprowadzeniu stanu wojennego zaangażował się w działalność konspiracyjną jako kolporter wydawnictw drugiego obiegu.
Od 1992 wybierany był na delegata na walne zebrania Regionu Małopolska NSZZ „Solidarność”. W latach 1994–1995 piastował funkcję sekretarza Zarządu Regionu, w latach 1995–1998 był wiceprzewodniczącym Zarządu Regionu, zaś od 1998 do śmierci w 2021 piastował funkcję przewodniczącego Zarządu Regionu małopolskiego NSZZ „Solidarność”. Jednocześnie od 2001 był przedstawicielem związku w Wojewódzkiej Komisji Dialogu Społecznego. Od 1998 był także członkiem Komisji Krajowej NSZZ „Solidarność”.
W latach 1998–2006 oraz od 2010 do 2021 był radnym Sejmiku Województwa Małopolskiego. Trzykrotnie piastował funkcję wiceprzewodniczącego sejmiku. W 1998 uzyskał mandat z listy Akcji Wyborczej Solidarność (należał do Ruchu Społecznego AWS, pod koniec kadencji zasiadał w posiadającym większość klubie radnych Małopolska Prawica), w 2002 z listy Ligi Polskich Rodzin, w 2006 nie kandydował, a w 2010, 2014 i 2018 zdobywał mandat z listy Prawa i Sprawiedliwości.
W 2015 Instytut Pamięci Narodowej przyznał mu tytuł „Świadka historii”. W 2017 odznaczony Srebrnym Krzyżem Zasługi, a w 2021 Krzyżem Kawalerskim Orderu Odrodzenia Polski. Otrzymał także m.in. szereg odznaczeń solidarnościowych.
Został pochowany w nowej alei zasłużonych na cmentarzu Rakowickim, przy ul. Prandoty (kw. CIX-1-9).